# Yugoslavia en los Juegos Olímpicos de Sankt Moritz 1928
Yugoslavia estuvo representada en los Juegos Olímpicos de Sankt Moritz 1928 por un total de 6 deportistas que compitieron en esquí de fondo.  
El equipo olímpico yugoslavo no obtuvo ninguna medalla en estos Juegos.